# Rákosníkovití
Rákosníkovití (Acrocephalidae) je čeleď malých zpěvných ptáků, dříve řazených do čeledi pěnicovití (Sylviidae). V současné době tvoří tuto čeleď 58 druhů v osmi rodech.

## Fylogeneze a taxonomie
Rákosníkovití jsou jednou z čeledí, vydělených z šířeji pojímané čeledi pěnicovití (Sylviidae) na základě nových molekulárních analýz. Bazálním rodem celé čeledi je zřejmě rod Nesillas. Jediný druh rodu Calamonastides (sedmihlásek bažinný, C. gracilirostris) byl původně řazen do rodu Chloropeta, zbývající dva druhy tohoto rodu byly přesunuty do rodu Iduna, který jinak zahrnuje druhy dříve řazené k sedmihláskům (Hippolais). Analýzy rovněž ukazují, že rákosník tlustozobý (Phragmaticola aedon) není vůbec příbuzný rákosníkům rodu Acrocephalus, ale je spíše sesterskou větví rodu Iduna. Protože se ukázalo, že někteří sedmihlásci (Hippolais) jsou spíše rákosníky, existují dvě možnosti – buď všechny zařadit do širokého rodu Acrocephalus nebo tento rod rozdělit na několik menších (pod)rodů, kterými jsou:
- Calamodus – malí proužkovaní rákosníci
- Notiocichla – většina malých neskvrněných rákosníků (včetně rákosníka severoindického, A. orinus)
- Iduna – rákosníci, původně řazení mezi sedmihlásky (Hippolais)

### Kladogram
|  | Calamonastides                                           |
|  |                                                          |
|  | \| \| Phragamaticola \| \| \| \| \| \| Iduna \| \| \| \| |
|  |                                                          |
|  | Phragamaticola                                           |
|  |                                                          |
|  | Iduna                                                    |
|  |                                                          |

|  | Phragamaticola |
|  |                |
|  | Iduna          |
|  |                |

|  | \| \| Calamodus \| \| \| \| \| \| Notiocichla \| \| \| \| |
|  |                                                           |
|  | Acrocephalus                                              |
|  |                                                           |
|  | Calamodus                                                 |
|  |                                                           |
|  | Notiocichla                                               |
|  |                                                           |

|  | Calamodus   |
|  |             |
|  | Notiocichla |
|  |             |

|  | \| \| Calamodus \| \| \| \| \| \| Notiocichla \| \| \| \| |
|  |                                                           |
|  | Acrocephalus                                              |
|  |                                                           |
|  | Calamodus                                                 |
|  |                                                           |
|  | Notiocichla                                               |
|  |                                                           |

|  | Calamodus   |
|  |             |
|  | Notiocichla |
|  |             |

|  | Calamonastides                                           |
|  |                                                          |
|  | \| \| Phragamaticola \| \| \| \| \| \| Iduna \| \| \| \| |
|  |                                                          |
|  | Phragamaticola                                           |
|  |                                                          |
|  | Iduna                                                    |
|  |                                                          |

|  | Phragamaticola |
|  |                |
|  | Iduna          |
|  |                |

|  | \| \| Calamodus \| \| \| \| \| \| Notiocichla \| \| \| \| |
|  |                                                           |
|  | Acrocephalus                                              |
|  |                                                           |
|  | Calamodus                                                 |
|  |                                                           |
|  | Notiocichla                                               |
|  |                                                           |

|  | Calamodus   |
|  |             |
|  | Notiocichla |
|  |             |

|  | \| \| Calamodus \| \| \| \| \| \| Notiocichla \| \| \| \| |
|  |                                                           |
|  | Acrocephalus                                              |
|  |                                                           |
|  | Calamodus                                                 |
|  |                                                           |
|  | Notiocichla                                               |
|  |                                                           |

|  | Calamodus   |
|  |             |
|  | Notiocichla |
|  |             |

### Evropské druhy
- Phragamaticola aedon, rákosník tlustozobý - pouze zatoulanec
- Iduna caligata, sedmihlásek malý
- Iduna rama, sedmihlásek větší
- Iduna opaca, sedmihlásek západní
- Iduna pallida, sedmihlásek šedý
- Hippolais olivetorum, sedmihlásek olivový
- Hippolais polyglotta, sedmihlásek švitořivý
- Hippolais icterina, sedmihlásek hajní
- Acrocephalus (Calamodus) schoenobaenus, rákosník proužkovaný
- Acrocephalus (Calamodus) melanopogon, rákosník tamaryškový
- Acrocephalus (Calamodus) paludicola, rákosník ostřicový
- Acrocephalus (Notiocichla) agricola, rákosník plavý
- Acrocephalus (Notiocichla) dumetorum, rákosník pokřovní
- Acrocephalus (Notiocichla) palustris, rákosník zpěvný
- Acrocephalus (Notiocichla) scirpacea, rákosník obecný
- Acrocephalus brevipennis, rákosník kapverdský
- Acrocephalus arundinaceus, rákosník velký